# Zagórz
Zagórz [zaguž] (ukrajinsky Загір'я; německy Sagor) je město v jihovýchodním Polsku v Podkarpatském vojvodství v okrese Sanok. Je sídlem stejnojmenné městsko-vesnické gminy zahranující 11 starostenství a významným železničním uzlem. V roce 2024 zde žilo 4 913 obyvatel.

## Geografie
Zagórz leží na březích řeky Osława před jejím soutokem s řekou San ve vysočině Bukowsko ve Vnějších Východních Karpatech, mezi okresními městy Sanok a Lesko. Je vzdálen necelých 30 km od polských hranic s Ukrajinou a se Slovenskem.

## Historie
Obec vznikla ve 14. století, když byla Červená Rus anektována Polským královstvím. Na počátku 16. století uvádí dokumenty název Sagorsze a Sogorsch. Zagórz patřila šlechtickému rodu Tarnawski, ale v roce 1490 ji koupil Piotr Kmita Sobieński. V 16. a 17. století měnila obec často majitele.
V roce 1710 vybudoval volyňský vojvoda, hrabě Jan Adam Stadnicki v Zagorzi opevněný komplex kláštera karmelitánů, který sloužil i jako špitál pro válečné veterány. Klášter sloužil i jako útočiště pro povstalce Barské konfedereace. V roce 1789, kdy už Zagórz po prvním dělení Polska patřila do rakouské Haliče, byl klášter (jako mnoho dalších) zrušen císařem Josefem II. V roce 1830 celý komplex vyhořel.
V roce 1880 měla Zagórz 1639 obyvatel, Poláků, Rusínů, Židů a Němců. V té době už sem byla přivedena železnice (roku 1872), stanice První uhersko-haličské dráhy ležela ve čtvrti Nowy Zagórz. Brzký vznik železničního uzlu (1884, odbočka směr Krosno–Jasło) přispěl k rozvoji obce, počet obyvatel do roku 1914 vzrostl na 2400 lidí, důležitost uzlu dokládá i fakt, že v té době zde pracovalo kolem 3000 železničních dělníků. Během Polsko-ukrajinské války v letech 1918 a 1919 zdejší železničáři sestavili dva obrněné vlaky „Gromobój“ a „Kozak“, které na trase Zagórz – Szczawne – Komańcza – Łupków chránily oblast před ukrajinskými útoky.
Za Druhé Polské republiky patřila Zagórz do Lvovského vojvodství. 12. září 1939 do obce vstoupily první jednotky Wehrmachtu, nadšeně vítané místními obyvateli ukrajinského původu. Během války v oblasti operovala odbojová Zemská armáda. Německá okupace skončila 13. září 1944, příchodem Rudé armády..
Za války ve zdejší části Zasław nacisté zřídili pracovní tábor Zasław, k využití práce polských Židů, kteří posléze skončili ve vyhlazovacím táboře Belzec.
V roce 1972 byl Zagórz s několika sousedními obcemi začleněn do města Sanok. 1. února 1977 získal Zagórz status města.

## Doprava
Zagórz je nejzazším železničním uzlem v jihovýchodním Polsku, tratě PKP odtud vedou třemi směry - směrem na východ (směr Krościenko a ukrajinská hranice), na jih (směr Nowy Łupków, Lupkovský průsmyk a slovenské hranice) a na západ (směr Jasło a zbytek Polska). Městská nádraží nesou názvy Zagórz a Nowy Zagórz.
Město protíná i silnice č. 84 vedoucí ze Sanoku do měst Lesko (asi 8 km) a Ustrzyki Dolne (asi 32 km) a hranice s Ukrajinou.

## Partnerská města
- Inderøy, Norsko
- Gródek, Ukrajina[4][5]
- Ňagov a Medzilaborce, Slovensko (2005)

Kromě toho město spolupracuje se švýcarskou obcí Villars-sur-Glâne.

## Klášter

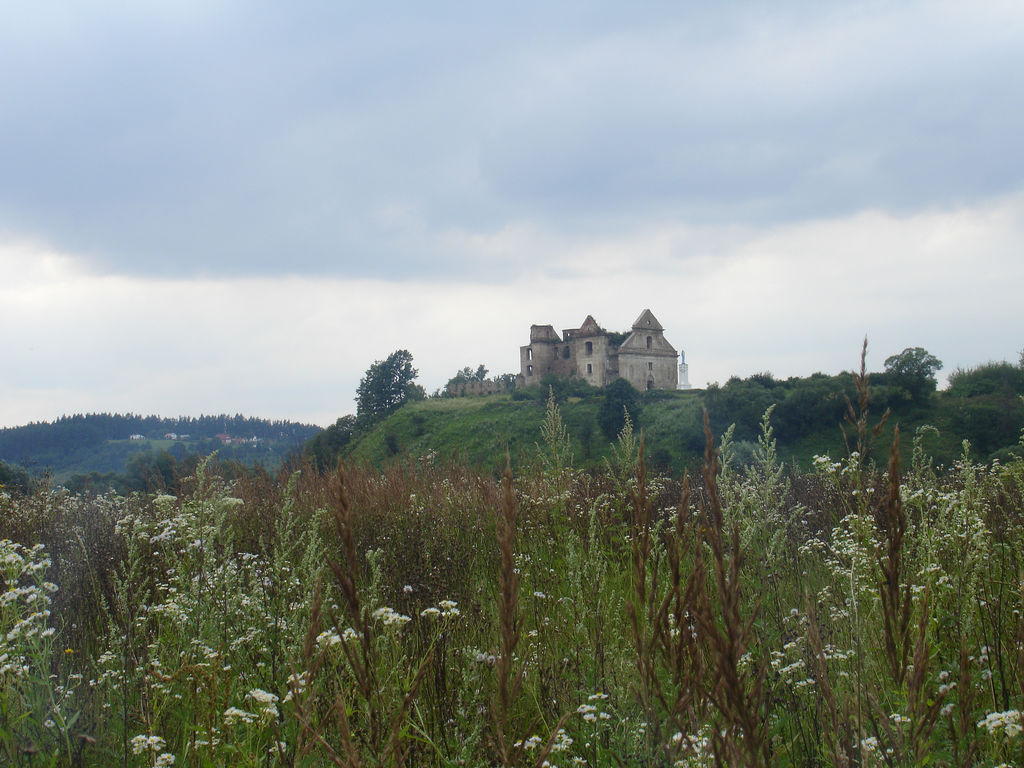
Ruiny kláštera
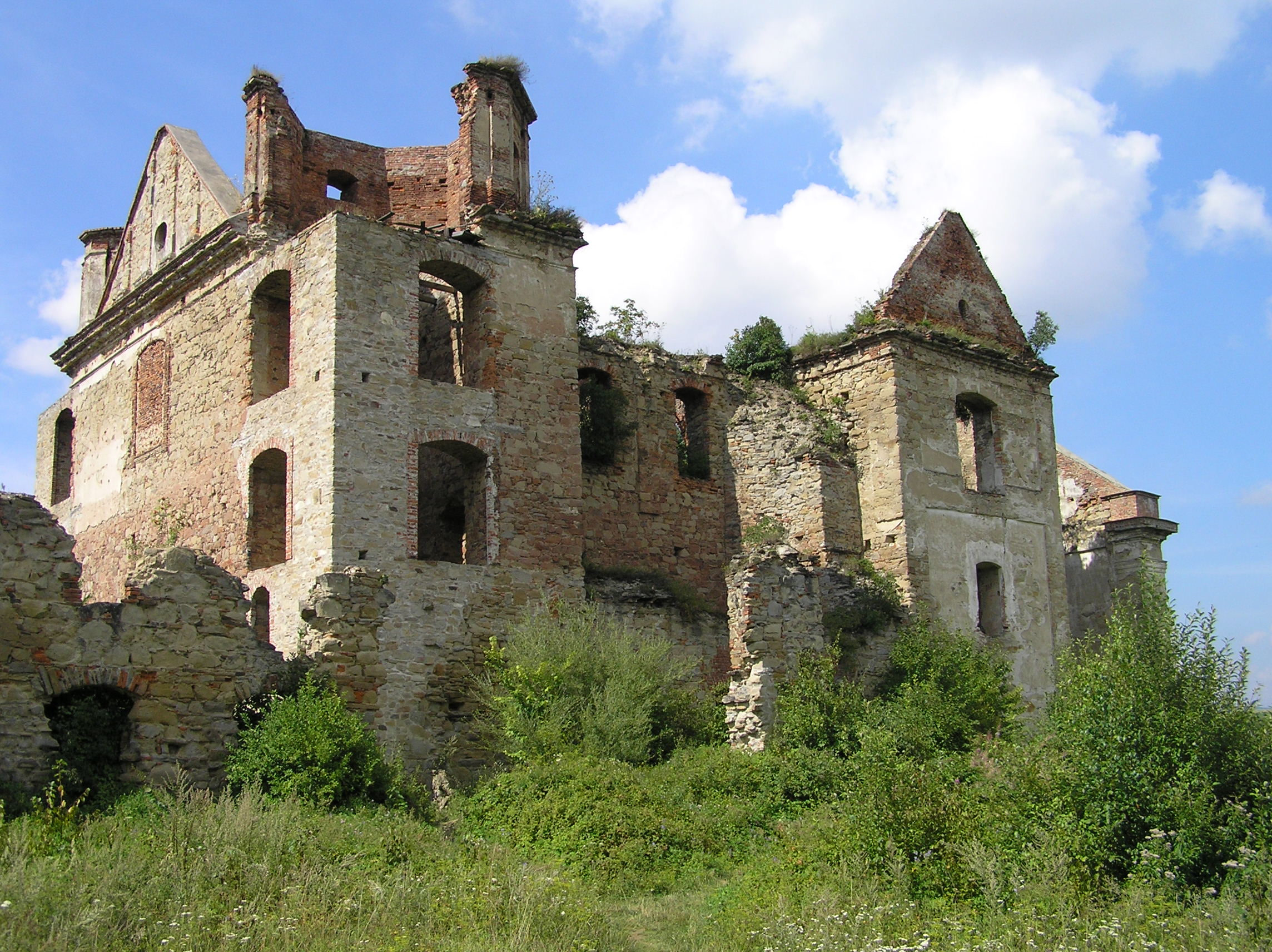
Ruiny kláštera